# Bologna Football Club 1948-1949
Questa voce raccoglie le informazioni riguardanti il Bologna Football Club nelle competizioni ufficiali della stagione 1948-1949.

## Stagione
Nella stagione 1948-49 il Bologna con 41 punti in classifica ha ottenuto il quinto posto, lo scudetto tricolore è stato assegnato al Torino dal Consiglio Federale del 6 maggio 1949, a quattro giornate dal termine, due giorni dopo la sciagura di Superga. La classifica finale è Torino 60, Torino 55, Milan 50, Juventus 44, Bologna e Sampdoria 41.

## Divise
| Casa | Trasferta |

## Rosa
| N. |                     | Ruolo | Calciatore           |
| -- | ------------------- | ----- | -------------------- |
|    | Italia (bandiera)   | P     | Glauco Vanz          |
|    | Italia (bandiera)   | D     | Dino Ballacci        |
|    | Italia (bandiera)   | D     | Luigi Cingolani      |
|    | Italia (bandiera)   | D     | Guglielmo Giovannini |
|    | Italia (bandiera)   | D     | Secondo Ricci        |
|    | Italia (bandiera)   | D     | Luigi Spadoni        |
|    | Italia (bandiera)   | D     | Antonio Zani         |
|    | Italia (bandiera)   | C     | Franco Marchi        |
|    | Italia (bandiera)   | C     | Gianmarco Mezzadri   |
|    | Ungheria (bandiera) | C     | Béla Sárosi          |

| N. |                      | Ruolo | Calciatore          |
| -- | -------------------- | ----- | ------------------- |
|    | Italia (bandiera)    | C     | Giorgio Visconti    |
|    | Italia (bandiera)    | A     | Gino Cappello       |
|    | Italia (bandiera)    | A     | Corrado Bernicchi   |
|    | Ungheria (bandiera)  | A     | István Mike Mayer   |
|    | Italia (bandiera)    | A     | Mario Tacconi       |
|    | Italia (bandiera)    | A     | Mario Gritti        |
|    | Italia (bandiera)    | A     | Sauro Taiti         |
|    | Argentina (bandiera) | A     | Hugo Giorgi         |
|    | Italia (bandiera)    | A     | Giuseppe Baiocchi   |
|    | Italia (bandiera)    | A     | Cesarino Cervellati |

## Risultati

### Serie A

#### Girone di andata
| Arbitro: | Marchetti (Milano) |

|           |           |                            |
| Taiti 23’ | Marcatori | 9’ Tontodonati 85’ Pesaola |

| Arbitro: | Bellè (Venezia) |

|                         |           |  |
| Cappello 33’ Giorgi 62’ | Marcatori |  |

| Arbitro: | Pera (Firenze) |

|                       |           |  |
| Celio 75’ Novello 89’ | Marcatori |  |

| Arbitro: | Bertolio (Torino) |

|                                |           |                          |
| Giorgi 36’ (rig.) Cappello 71’ | Marcatori | 6’ Bergamo 88’ Pellicari |

| Arbitro: | Silvano (Torino) |

|              |           |              |
| Conti II 51’ | Marcatori | 30’ Cappello |

| Arbitro: | Orlandini (Roma) |

|                |           |             |
| Ferraris II 5’ | Marcatori | 21’ Tacconi |

| Arbitro: | Pera (Firenze) |

|                          |           |  |
| Tacconi 21’ Baiocchi 63’ | Marcatori |  |

| Arbitro: | Cicardi (Lecco) |

|           |           |              |
| Begni 88’ | Marcatori | 16’ Cappello |

| Arbitro: | Corallo (Lecce) |

|           |           |          |
| Gritti 9’ | Marcatori | 87’ Mari |

| Arbitro: | Dattilo (Roma) |

|                 |           |                          |
| Gritti 12’, 54’ | Marcatori | 14’ Mazzola 87’ Giuliano |

| Arbitro: | Silvano (Torino) |

| |           |                          |
| Puccinelli 7’ Nyers 36’ Puccinelli 39’ Penzo 57’ (rig.) Gualtieri 68’ Magrini 70’ (rig.) 72’ Penzo 75’ | Marcatori | 23’ Gritti 87’ Bernicchi |

| Bologna 28 novembre 1948 12ª giornata | Bologna         | 0 – 0 | Fiorentina | Stadio Comunale\| Arbitro: \| Scotto (Savona) \| |
| Arbitro:                              | Scotto (Savona) |       |            |                                                  |

| Arbitro: | Dattilo (Roma) |

|                               |           |                     |
| Nyers I 39’ (rig.) Amadei 46’ | Marcatori | 22’ Mike 31’ Gritti |

| Arbitro: | Carpani (Milano) |

|                           |           |  |
| Mike 62’, 83’ Tacconi 85’ | Marcatori |  |

| Arbitro: | Gemini (Roma) |

|               |           |                          |
| Bernicchi 63’ | Marcatori | 35’ Baldini 52’ Bassetto |

| Arbitro: | Bellè (Venezia) |

|                      |           |              |
| Carapellese 15’, 24’ | Marcatori | 9’, 87’ Mike |

| Arbitro: | Valsecchi (Milano) |

|            |           |  |
| Giorgi 88’ | Marcatori |  |

| Arbitro: | Canavesio (Torino) |

|            |           |              |
| Merlin 39’ | Marcatori | 11’ Cappello |

| Arbitro: | Marchetti (Milano) |

|                                 |           |  |
| Vörös 21’ Cavone 36’ Hrotko 58’ | Marcatori |  |

#### Girone di ritorno
| Arbitro: | Ccardi (Lecco) |

|          |           |            |
| Losi 89’ | Marcatori | 77’ Sarosi |

| Arbitro: | Scotto (Savona) |

|  |           |                          |
|  | Marcatori | 53’ Sarosi 81’, 85’ Mike |

| Bologna 23 gennaio 1949 22ª giornata | Bologna           | 0 – 0 | Padova | Stadio Comunale\| Arbitro: \| Bertolio (Torino) \| |
| Arbitro:                             | Bertolio (Torino) |       |        |                                                    |

| Genova 30 gennaio 1949 23ª giornata | Genoa             | 0 – 0 | Bologna | Stadio Luigi Ferraris\| Arbitro: \| Zambotto (Padova) \| |
| Arbitro:                            | Zambotto (Padova) |       |         |                                                          |

| Arbitro: | Agnolin (Bassano del Grappa) |

|                                                   |           |                    |
| Mike 14’, 27’, 69’ (rig.), 73’, 75’ Bernicchi 41’ | Marcatori | 20’, 67’ Stradella |

| Arbitro: | Gamba (Napoli) |

|                               |           |              |
| Mike 3’ Cappello 15’ Mike 66’ | Marcatori | 13’ Alberico |

| Arbitro: | Bertolio (Torino) |

|  |           |          |
|  | Marcatori | 82’ Mike |

| Arbitro: | Carpani (Milano) |

|          |           |                   |
| Mike 19’ | Marcatori | 7’ Mario Tosolini |

| Arbitro: | Savio (Torino) |

|             |           |          |
| Busnelli 2’ | Marcatori | 1’ Taiti |

| Arbitro: | Camiolo (Milano) |

|             |           |  |
| Mazzola 69’ | Marcatori |  |

| Arbitro: | Boffardi (Genova) |

|                         |           |  |
| Cappello 6’ Tacconi 59’ | Marcatori |  |

| Arbitro: | Gamba (Napoli) |

|                |           |  |
| Zoppellari 44’ | Marcatori |  |

| Arbitro: | Pieri (Trieste) |

|          |           |                                          |
| Mike 34’ | Marcatori | 14’ Amadei 49’ (aut.) Ballacci 77’ Nyers |

| Torino 20 aprile 1949 33ª giornata | Juventus         | 2 – 0 (tav.) | Bologna | Stadio Comunale\| Arbitro: \| Carpani (Milano) \| |
| Arbitro:                           | Carpani (Milano) |              |         |                                                   |

| Arbitro: | Savio (Torino) |

|           |           |               |
| Curti 17’ | Marcatori | 89’ Bernicchi |

| Arbitro: | Bertolio (Torino) |

|                                |           |            |
| Mike 12’ Mezzadri 56’ Mike 72’ | Marcatori | 62’ Burini |

| Palermo 15 maggio 1949 36ª giornata | Palermo           | 0 – 0 | Bologna | Stadio La Favorita\| Arbitro: \| Boffardi (Genova) \| |
| Arbitro:                            | Boffardi (Genova) |       |         |                                                       |

| Arbitro: | Matucci (Seregno) |

|                                            |           |            |
| Mike 4’ Cappello 24’ Gritti 65’ Sarosi 88’ | Marcatori | 79’ Fabian |

| Arbitro: | Scotto (Savona) |

|          |           |  |
| Mike 73’ | Marcatori |  |

## Statistiche

### Statistiche di squadra
| Competizione | Punti | In casa | In casa | In casa | In casa | In casa | In casa | In trasferta | In trasferta | In trasferta | In trasferta | In trasferta | In trasferta | Totale | Totale | Totale | Totale | Totale | Totale | DR |
| Competizione | Punti | G       | V       | N       | P       | Gf      | Gs      | G            | V            | N            | P            | Gf           | Gs           | G      | V      | N      | P      | Gf     | Gs     | DR |
| ------------ | ----- | ------- | ------- | ------- | ------- | ------- | ------- | ------------ | ------------ | ------------ | ------------ | ------------ | ------------ | ------ | ------ | ------ | ------ | ------ | ------ | -- |
| Serie A      | 41    | 19      | 10      | 6       | 3       | 36      | 18      | 19           | 2            | 11           | 6            | 17           | 28           | 38     | 12     | 17     | 9      | 53     | 46     | +7 |

### Statistiche dei giocatori
| Giocatore        | Serie A  | Serie A |
| Giocatore        | Presenze | Reti    |
| ---------------- | -------- | ------- |
| G. Baiocchi      | 9        | 1       |
| D. Ballacci      | 32       | 0       |
| C. Bernicchi     | 33       | 4       |
| G. Cappello (IV) | 34       | 8       |
| C. Cervellati    | 6        | 0       |
| L. Cingolani     | 31       | 0       |
| H. Giorgi        | 12       | 3       |
| G. Giovannini    | 24       | 0       |
| M. Gritti        | 24       | 6       |
| F. Marchi        | 34       | 0       |
| G. Mezzadri      | 22       | 1       |
| I. Mike          | 28       | 21      |
| S. Ricci         | 21       | 0       |
| B. Sarosi (III)  | 21       | 3       |
| L. Spadoni       | 2        | 0       |
| M. Tacconi       | 25       | 4       |
| S. Taiti         | 20       | 2       |
| G. Vanz          | 38       | -44     |
| G. Visconti      | 1        | 0       |
| A. Zani          | 1        | 0       |